# Japanska F3-mästerskapet 2014
Japanska F3-mästerskapet 2014 var den trettiosjätte säsongen av det japanska F3-mästerskapet. 

## Resultat
| Omgång | Omgång | Bana                          | Datum        | Pole Position       | Snabbaste varv      | Vinnande förare     | Vinnande team               | Nationell vinnare |
| ------ | ------ | ----------------------------- | ------------ | ------------------- | ------------------- | ------------------- | --------------------------- | ----------------- |
| 1      | R1     | Suzuka Circuit                | 12 april     | Mitsunori Takaboshi | Mitsunori Takaboshi | Kenta Yamashita     | Petronas Team TOM'S         | Rintaro Kubo      |
| 1      | R2     | Suzuka Circuit                | 13 april     | Kenta Yamashita     | Takamoto Katsuta    | Mitsunori Takaboshi | B-MAX Racing Team with NDDP | Ai Miura          |
| 2      | R1     | Twin Ring Motegi              | 10 maj       | Nobuharu Matsushita | Mitsunori Takaboshi | Nobuharu Matsushita | HFDP Racing                 | Rintaro Kubo      |
| 2      | R2     | Twin Ring Motegi              | 11 maj       | Nobuharu Matsushita | Kenta Yamashita     | Nobuharu Matsushita | HFDP Racing                 | Hiroshi Koizumi   |
| 2      | R3     | Twin Ring Motegi              | 11 maj       |                     | Nobuharu Matsushita | Nobuharu Matsushita | HFDP Racing                 | Rintaro Kubo      |
| 3      | R1     | Okayama International Circuit | 14 juni      | Nobuharu Matsushita | Daiki Sasaki        | Daiki Sasaki        | B-MAX Racing Team with NDDP | Hiroshi Koizumi   |
| 3      | R2     | Okayama International Circuit | 15 juni      | Takamoto Katsuta    | Nobuharu Matsushita | Kenta Yamashita     | Petronas Team TOM'S         | Hiroshi Koizumi   |
| 4      | R1     | Fuji Speedway                 | 12 juli      | Mitsunori Takaboshi | Mitsunori Takaboshi | Mitsunori Takaboshi | B-MAX Racing Team with NDDP | Rintaro Kubo      |
| 4      | R2     | Fuji Speedway                 | 13 juli      | Nobuharu Matsushita | Nobuharu Matsushita | Nobuharu Matsushita | HFDP Racing                 | Hiroshi Koizumi   |
| 5      | R1     | Twin Ring Motegi              | 23 augusti   | Shota Kiyohara      | Takamoto Katsuta    | Takamoto Katsuta    | Petronas Team TOM'S         | Hiroshi Koizumi   |
| 5      | R2     | Twin Ring Motegi              | 24 augusti   | Mitsunori Takaboshi | Daiki Sasaki        | Mitsunori Takaboshi | B-MAX Racing Team with NDDP | Hiroshi Koizumi   |
| 6      | R1     | Sportsland SUGO               | 27 september | Nobuharu Matsushita | Nobuharu Matsushita | Nobuharu Matsushita | HFDP Racing                 | Tairoku Yamaguchi |
| 6      | R2     | Sportsland SUGO               | 28 september | Mitsunori Takaboshi | Mitsunori Takaboshi | Nobuharu Matsushita | HFDP Racing                 | Rintaro Kubo      |
| 7      | R1     | Fuji Speedway                 | 11 oktober   | Daiki Sasaki        | Daiki Sasaki        | Takamoto Katsuta    | Petronas Team TOM'S         | Hiroshi Koizumi   |
| 7      | R2     | Fuji Speedway                 | 12 oktober   | Daiki Sasaki        | Takamoto Katsuta    | Daiki Sasaki        | B-MAX Racing Team with NDDP | Hiroshi Koizumi   |